# Lijst van planetenstelsels
Dit is een onvolledige lijst van planetenstelsels met bevestigde exoplaneten.

## Lijst van bevestigde planetenstelsels
Een planetenstelsel is bevestigd zodra minstens één exoplaneet is bevestigd, maar sommige onderzoekers zijn van mening dat er minstens twee exoplaneten bevestigd moeten zijn vóór men van een 'echt' stelsel kan spreken. In deze lijst wordt een deel van de bevestigde stelsels aangegeven, met gekleurde achtergrond voor stelsels waarin minstens drie planeten zijn aangetroffen.

## Statistiek van (ontdekte) planetenstelsels

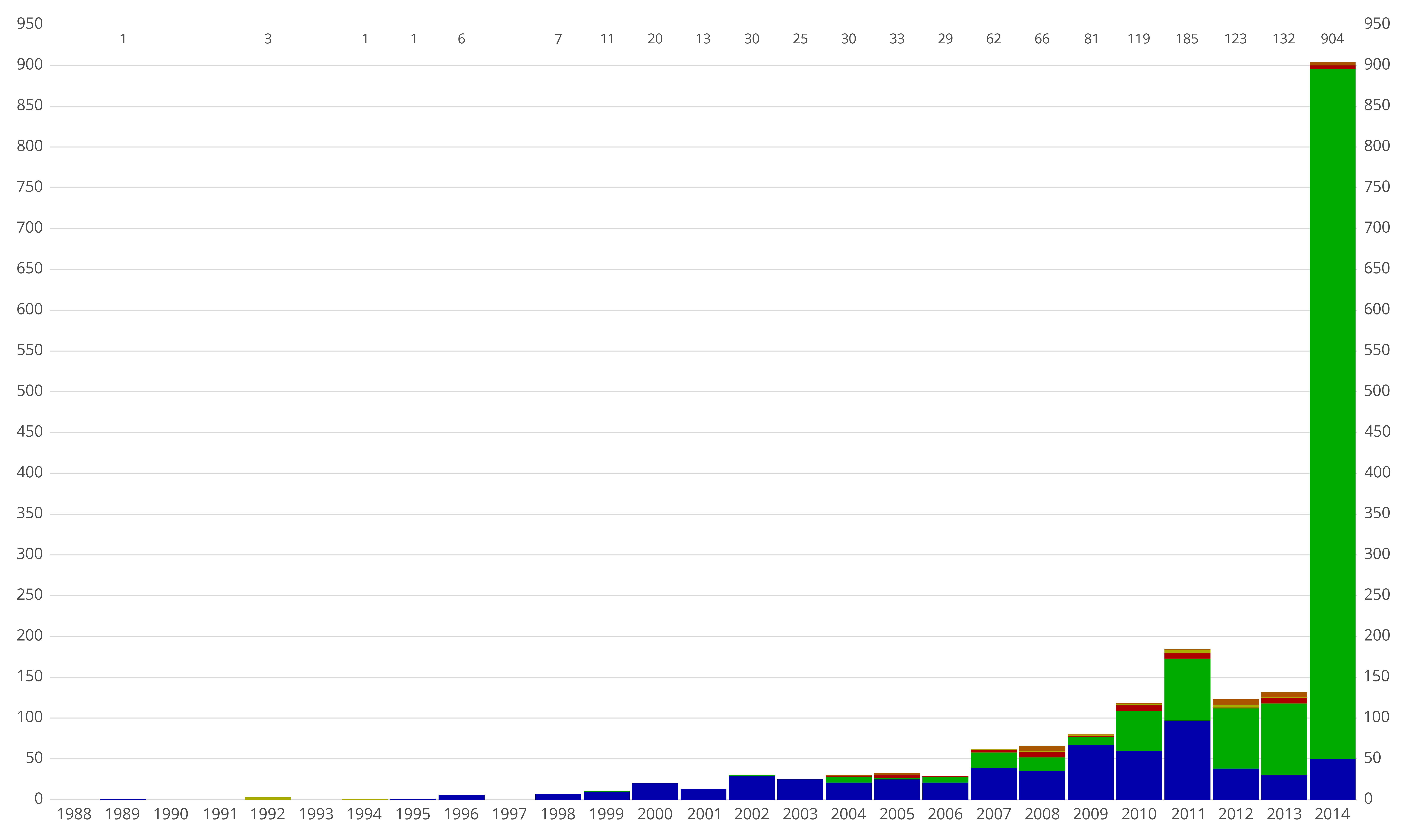
Aantal per jaar ontdekte exoplaneten, gesorteerd naar ontdekkingsmethode en bijgehouden tot 1 januari 2015.
radial velocity
transit
timing
astrometry
direct imaging
microlensing
pulsar timing

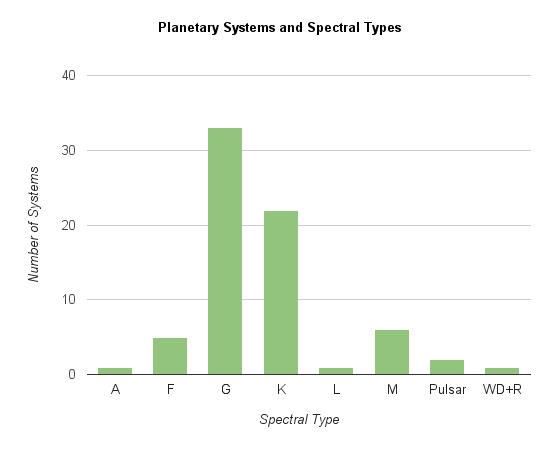
Planetenstelsels (hier gedefinieerd als ten minste twee planeten) geordend op spectraaltype van de centrale ster.

## Onbevestigde en hypothetische exoplaneten
Epsilon Eridani b, Gliese 581 f, Gliese 581 g, HD 10180 b, PSR B1257+12D